# 雷普利
雷普利（Ripley）是位於英格蘭德比郡的一個城市。雷普利的早期歷史已經訊息不多，但在末日審判書上已有記載稱雷普利由一位名為Levenot的人所有。1251不阿布亨利三世發布了一份允許該地每週開設一次市場。18世紀末期，雷普利開始工業化

## 友好城市
- 法國 隆斯勒索涅

## 外部連結
- Ripley Town Council
- Ripley People - Local News Site
- 1st Ripley Scout Group （页面存档备份，存于）
- 中的“雷普利”